# Tommaso Buscetta
Tommaso Buscetta (Palermo, 13 de julio de 1928-Florida, 2 de abril de 2000) fue un mafioso siciliano. Si bien no fue el primer pentito (informante) del programa de protección de testigos, es ampliamente reconocido como el primer individuo importante que rompió con la omertà. Muchos otros mafiosos seguirían su ejemplo.

## Sus inicios
Fue el menor de 17 hermanos criados en una zona muy pobre de Palermo, desde donde se escapó al involucrarse en actividades criminales cuando era aún muy joven. Para ganar dinero inició una serie de actividades ilegales en el mercado negro, como el tráfico clandestino de cartillas de racionamiento de harina, difundidas en la época fascista. Esta actividad lo hizo muy famoso en Palermo, donde a pesar de su corta edad lo apodaron Don Masino. Se involucró con la mafia en 1945 y al año siguiente era ya miembro de la familia de Porta Nuova; su primer jefe fue Giuseppe "Pippo" Calò. 
Al final de la Segunda Guerra Mundial se trasladó a Buenos Aires y a Río de Janeiro, donde abrió una fábrica de vidrio. Los malos resultados económicos de su nuevo trabajo lo obligaron a volver a Palermo en 1950. Aquí, en los años cincuenta, Buscetta se vinculó al clan de Salvatore La Barbera, empezando con el contrabando de tabaco, que ejerció hasta 1963, cuando, con el estallido de la Primera guerra de la mafia, pasó a la clandestinidad.
Después de la masacre de Ciaculli, en 1963, Buscetta se fugó a los Estados Unidos donde la familia criminal Gambino lo ayudó a establecerse en el negocio de las pizzas. En 1968, Buscetta fue condenado por un doble asesinato, pero la sentencia fue in absentia, ya que no estaba en ese momento bajo custodia (en Italia es posible juzgar a los fugitivos, aunque no estén presentes).

## Sudamérica, droga y primera extradición
Buscetta logró construir en América del Sur un imperio basado en la producción y el tráfico de heroína y cocaína, con un sistema de aviones para poderlas transportar por todo el mundo, constituyó una empresa de taxistas y una cadena de pizzerías y restaurantes para poder reinvertir el dinero derivado del tráfico de estupefacientes Durante 10 años, Buscetta consiguió eludir la ley, utilizando falsas identidades (Manuel López Cadena, Adalberto Barbieri y Paulo Roberto Felice), sometiéndose incluso a una operación de cirugía plástica y moviéndose de un país a otro, pasando por los EE. UU., Brasil y México. 
En 1970 Buscetta fue arrestado en Nueva York, pero como las autoridades italianas no solicitaron su extradición, fue posteriormente liberado. Buscetta se mudó a Brasil. Arrestado por la policía brasileña el 2 de noviembre de 1972 y sucesivamente extraditado, fue encarcelado en la cárcel palermitana de Ucciardone y fue condenado a 10 años de prisión, reducidos a 8 en apelación por narcotráfico. En su escondite de Brasil, las autoridades encontraron heroína pura por un valor de 25 mil millones de liras de la época. Posteriormente trasladado a una prisión en Piamonte, logró escapar cuando se le concedió la libertad condicional. Volvió a Brasil para huir de la Segunda guerra de la mafia instigada por Totò Riina en la que morirían muchos de los aliados de Buscetta, incluido Stefano Bontate y para someterse a una nueva cirugía plástica, así como una intervención para modificar su voz.
La Segunda guerra de la mafia y el ascenso de los corleonesi, ala opuesta a la palermitana de Buscetta y de otros jefes mafiosos, condujo al exterminio de su familia. Entre 1982 y 1984, por orden del jefe Corleonesi Totò Riina, sus dos hijos desaparecieron para siempre (lupara bianca). 
También fueron asesinados un hermano, un yerno, un cuñado y cuatro sobrinos.

## Pentito
Lo volvieron a arrestar en 1983, y Buscetta fue enviado nuevamente a Italia. Intentó suicidarse y, al no tener éxito, decidió que estaba muy desilusionado de la mafia. Buscetta pidió reunirse con Giovanni Falcone y así comenzó su vida como informante. En Italia ayudó a los jueces Giovanni Falcone y Paolo Borsellino, permitiendo alcanzar una serie de éxitos en la lucha contra el crimen organizado (los dos jueces serían posteriormente asesinados por la mafia). Fue el testigo estrella en el Maxi Proceso que permitió procesar y enviar a prisión a casi 350 miembros de la mafia.
Buscetta reveló la existencia y operación de la Comisión de la mafia siciliana. Su ayuda fue muy importante, ya que le permitió a Falcone argumentar que la Cosa Nostra era una estructura jerárquica unificada y dirigida por una Comisión, y que sus líderes, quienes normalmente no se ensuciaban las manos en actos criminales, podían ser acusados como responsables de actividades criminales que se cometían para beneficiar a la organización. Este principio se conoció como el teorema de Buscetta y sería reconocido legalmente con la confirmación de la sentencia en el Maxi Proceso, en enero de 1992.
Su testimonio en el juicio sobre la llamada Pizza Connection en Nueva York, a mediados de la década de 1980, permitió la condena de cientos de delincuentes en Italia y en los Estados Unidos, incluido Gaetano Badalamenti.
Como premio por su ayuda, se permitió a Buscetta vivir en Estados Unidos bajo una nueva identidad dentro del programa de protección de testigos. Concedió algunas entrevistas a periodistas, aunque su cara siempre era desdibujada al aparecer en documentales. En una entrevista con el periodista italiano Enzo Biagi, Buscetta hizo alarde de que había perdido su virginidad a los 8 años de edad con una prostituta a la que le pagó con una botella de aceite de oliva. Buscetta se casó tres veces y tuvo seis hijos, y durante una época la mafia lo suspendió por haber dejado a su primera esposa; el adulterio era evidentemente un crimen mayor que el asesinato a los ojos de sus compañeros gánsteres. Mientras estaba en prisión durante la década de 1970 se enteró de que su jefe lo quería expulsar de la organización por como trataba a sus esposas.
Tanto los jueces como la policía consideraban a Buscetta una persona muy amable e inteligente, aunque a veces un poco vanidosa. Como todos los informantes, ocasionalmente Buscetta era un poco parco en cuanto a la verdad. Una vez dijo que nunca había tenido que ver con narcóticos a pesar de que luego se contradijo al expresar que todos en la mafia estaban envueltos en el negocio de la droga, sin exculparse a sí mismo con esta afirmación. Originalmente negó haber matado a nadie aunque posteriormente en una entrevista televisiva admitió que era un asesino. 
Los motivos sobre algunas de sus mentiras eran comprensibles. Durante la década de 1980 dijo desconocer las conexiones que varios políticos tales como Salvo Lima y Giulio Andreotti tenían con la mafia, pero durante la década de 1990 admitió estar al tanto de dichas relaciones, diciendo que antes había fingido desconocerlas porque los políticos involucrados estaban todavía en el poder, y había temido por su vida aun cuando estaba dentro del Programa de Protección de Testigos.
Solo después de los asesinatos de los jueces antimafia Giovanni Falcone y Paolo Borsellino en 1992, Buscetta decide hablar sobre los vínculos entre la mafia y los políticos. El 16 de noviembre de 1992, Buscetta testificó ante la Comisión Antimafia presidida por Luciano Violante sobre los lazos entre la Cosa Nostra, Salvo Lima y Giulio Andreotti. Identificó a Salvo Lima como el contacto entre la mafia y los políticos italianos. "Salvo Lima era, en efecto, el político al que la Cosa Nostra recurría más a menudo para resolver problemas de la organización cuya solución se encontraba en Roma", testificó Buscetta.
En el tribunal, Buscetta también explicó con gran detalle los intercambios que vinculaban los políticos y la mafia. Afirmó: 
«No es la Cosa Nostra que contacta con el político; sino que es un miembro de la Cosa Nostra quien dice: “Este presidente es mío (è cosa mia), y si necesitas un favor, debes dirigirte a mí". En otras palabras, la Cosa Nostra mantiene una especie de monopolio sobre el político. Cada jefe de familia selecciona a un hombre cuyas características le hacen parecer accesible. Olvídese la idea de que se haya llegado a un pacto de antemano. Todo lo contrario, alguien se dirige al candidato y le dice: "Onorevole, puedo hacer esto y esto otro para usted ahora, y esperemos que cuando sea elegido, se acuerde de nosotros”. El candidato gana y debe devolver el favor. Se le dice: "Necesitamos esto, ¿lo hará o no?". El político entiende de inmediato y actúa siempre.
Cuando el mafioso Salvatore Cancemi le confesó a Buscetta durante un juicio en 1993 que él había estrangulado a dos de sus hijos, este lo perdonó diciendo que sabía que Cancemi no habría sido capaz de negarse a ejecutar una orden.
Aunque pasaron los años, las represalias contra Buscetta y su familia continuaron, y en 1995 fue asesinado a balazos su sobrino Domenico Buscetta. Buscetta murió de cáncer en el 2000, a la edad de 71 años, pasando sus últimos años de forma pacífica en los Estados Unidos, no sin antes haber manifestado, en un libro-entrevista de Saverio Lodato, su disconformidad por la fallida destrucción de la Cosa Nostra por parte del Estado.

## En el cine
En la película Falcone, el juez de la mafia, su papel fue representado por F. Murray Abraham.
La película El traidor, de Marco Bellocchio, está dedicada a su historia como arrepentido. Lo interpreta Pierfrancesco Favino.